# SAKURAマジック〜しあわせになろう〜
「SAKURAマジック〜しあわせになろう〜」は、野川さくらの4枚目のシングル。

## 批評
CDジャーナルは、「アニメ『D.C. 〜ダ・カーポ〜』の主役やラジオ番組のパーソナリティなど、声優だけでなく多方面で活躍中の野川さくらのニュー・マキシ。影山ヒロノブのプロデュースによる第4弾。」と評した。

## 収録曲
1. SAKURAマジック〜しあわせになろう〜
  - 作詞：野川さくら／作曲：影山ヒロノブ／編曲：須藤賢一
2. Hello My Love
  - 作詞・作曲：影山ヒロノブ／編曲：須藤賢一
3. SAKURAマジック〜しあわせになろう〜（off vocal）
4. Hello My Love（off vocal）
5. 暑中お見舞い申し上げます。（ボーナス・トラック）
  - 作詞：野川さくら／作曲：影山ヒロノブ／編曲：須藤賢一・影山ヒロノブ